# Agelasta ocellifera
Agelasta ocellifera är en skalbaggsart som först beskrevs av John Obadiah Westwood 1863.  Agelasta ocellifera ingår i släktet Agelasta och familjen långhorningar.
Artens utbredningsområde är Filippinerna. Inga underarter finns listade i Catalogue of Life.